# Hauptschule Ründeroth
Die Hauptschule Ründeroth war eine allgemeinbildende weiterführende Schule in der Gemeinde Engelskirchen.

## Geschichte der Hauptschule Ründeroth
Im Zuge einer 1968 vorgenommenen Schulreform entstand in Nordrhein-Westfalen aus der achtjährigen Volksschule die Grundschule (Schuljahrgang 1 bis 4) und die Hauptschule (Schuljahrgang 5 bis zunächst 9; später kam Jahrgang 10 hinzu).

Vorderansicht des alten Schulgebäudes

Vorderansicht des neuen Schulgebäudes

Gesamtansicht des neuen Schulgebäudes

Der Rat der Gemeinde Ründeroth beschloss 1968, sowohl die bestehende Leopold-Goes-Realschule als auch die neue Hauptschule in Ründeroth in einem Schulzentrum für Haupt- und Realschule im „Wolfschen Park“ an der Walbach in Ründeroth in einem vollkommen neuen Gebäude unter zu bringen. Aufgelöst wurde im Rahmen dieser Entscheidung auch der Standort der Realschule Ründeroth an der Straße „Cronenburg“.
Der Rat entschied sich für eine Fertigbauweise mit komplett vorgefertigten Raumelementen. Baubeginn war der 1. Februar 1969. Bereits am 23. August konnte Rektor Karl Simon mit seinem Kollegium den Unterricht der Hauptschule im neuen Schulzentrum Walbach aufnehmen. Die Einweihungsfeier fand allerdings erst nach Fertigstellung der Außenanlagen am 13. Juni 1970 statt. Die Hauptschule Ründeroth umfasste zu diesem Zeitpunkt 15 Klassen mit etwa 340 Schülern.
Im Rahmen der kommunalen Neugliederung wurden die beiden Nachbar-Gemeinden Ründeroth und Engelskirchen am 1. Januar 1975 zur Gemeinde Engelskirchen zusammengefasst. Zunächst bestanden innerhalb der neuen Gemeinde zwei Hauptschulen. Wegen sinkender Schülerzahlen begann 1988/89 die schrittweise Auflösung der Gemeinschaftshauptschule in Engelskirchen-Ort. Es durften keine fünften Schuljahre mehr aufgenommen werden.
Ab 1991/92 wurde die Gemeinschaftshauptschule (GHS) Ründeroth endgültig die einzige Hauptschule der Gemeinde Engelskirchen. Sie wurde zu dem Zeitpunkt dreizügig und unterrichtete über 400 Schülerinnen und Schüler in 18 Klassen.
2003 wurde erstmals der Neubau des Schulzentrums in Erwägung gezogen, weil massive statische Mängel das alte Gebäude gefährdeten. Es dauerte bis Januar 2006, bis endlich sowohl Haupt- als auch Realschule vorübergehend in die Leppestraße in ein Containerdorf umzogen.
In der Walbach entstand in 18 Monaten eines der modernsten Schulzentren des Oberbergischen Kreises. In den Sommerferien 2007 zogen die Schulen wieder zurück, im Herbst war die offizielle Einweihung.
2011 beschloss der Rat der Gemeinde Engelskirchen, dass keine fünften Schuljahre mehr in Haupt- und Realschule eingeschult werden dürfen. Ab 2017 sollten die beiden Schulen durch eine Sekundarschule ersetzt werden.
Da die Schülerzahlen der Hauptschule rückläufig waren, zog 2013 die Gemeinschaftsgrundschule Ründeroth ebenfalls ins Schulzentrum Walbach ein.
Seit 2013 gab es keine offizielle Schulleiter mehr an der Hauptschule. Im letzten Jahr ihres Bestehens wurde Herr Beilfuß (Konrektor in Wipperfürth) einmal wöchentlich nach Ründeroth abgeordnet, um den Schulbetrieb kommissarisch zu leiten.
Im Sommer 2017 lief die Gemeinschaftshauptschule Ründeroth mit dem Jahrgang 10 aus. Bürgermeister Dr. Gero Karthaus schloss offiziell diese Schulform in der Gemeinde Engelskirchen.
| Schuljahr   | Schulleiter             | Konrektor                                                             |
| ----------- | ----------------------- | --------------------------------------------------------------------- |
| Bis 1970/71 | Karl Simon              | Hans Kaynig                                                           |
| Ab 1972/73  | Joachim Alberts         | Hans Kaynig                                                           |
| Ab 1978/79  | Joachim Alberts         | Alfred Cormann                                                        |
| Ab 1982/83  | Joachim Alberts         | Hans-Willi Schlimbach                                                 |
| Ab 2002/03  | Hans-Willi Schlimbach   | -                                                                     |
| Ab 2004/05  | Hans-Willi Schlimbach   | Anita Kallikat                                                        |
| Ab 2008/09  | Hans-Willi Schlimbach   | Anja Langenbeck-Bruhn                                                 |
| Ab 2011/12  | Susanne Trautmann       | Anja Langenbeck-Bruhn                                                 |
| Ab 2013/14  | kommissarische Leitung: | Anja Langenbeck-Bruhn                                                 |
| Ab 2016/17  | kommissarische Leitung: | Herr Beilfuß (Konrektor Wipperfürth; einmal wöchentlich in Ründeroth) |

## Schulpartnerschaft
1999 nahm die Gemeinschaftshauptschule Ründeroth Kontakt zu einer ungarischen Schule auf. Es sollte eine Schulpartnerschaft mit einer ungarischen Schule in Dunaújváros, Nähe Budapest, entstehen. Es war ungewöhnlich, die Partnerschule in einem osteuropäischen Land zu suchen. Schon im November besuchte eine dreiköpfige ungarische Delegation die Hauptschule in Ründeroth und machte sich ein Bild vor Ort.
Im Mai 2000 kamen erstmalig dreizehn ungarische Schüler in Begleitung von zwei Lehrerinnen nach Ründeroth. Zehn Tage lang halten sich die Ungarn in deutschen Gastfamilien auf und absolvieren umfangreiches Kulturprogramm. Der Gegenbesuch der Ründerother Schüler erfolgte schon im August 2020. So wurde der Grundstein gelegt für eine langjährige und sehr erfolgreiche Schulpartnerschaft mit jährlichem Schüleraustausch. Sie endete erst 2016.

## Auszeichnungen
Die erfolgreiche Arbeit der Gemeinschaftshauptschule Ründeroth wurde u. a. durch zahlreiche Auszeichnungen bestätigt. Bereits Anfang 2000 erhielt die Schule die Auszeichnung „Schule ohne Rassismus – Schule mit Courage“.
2007 überreichte die Landesregierung der Gemeinschaftshauptschule auf Grund ihrer Arbeit als eine der ersten Schulen im Oberbergischen Kreis für ihr Engagement im Bereich Umwelt und Nachhaltigkeit das Zertifikat „Schule der Zukunft“.
Ebenfalls als eine der ersten Schulen richtete die Gemeinschaftshauptschule 2008 ein Berufsbildungsbüro (BOB) ein. Es war die Schnittstelle zwischen Schule und Beruf. In regelmäßigen Veranstaltungen trafen sich Vertreter verschiedener Berufe mit Schülern.
Daraufhin erfolgte 2009 die Auszeichnung mit dem Gütesiegel „Berufswahl- und ausbildungsfreundliche Schule“.

## Projekte
Die Arbeit der Hauptschule Ründeroth wurde geprägt von zahlreichen nachhaltigen Projekten.
So fanden alle paar Jahre Schul-Verkehrstage statt. Es handelte sich um Aktionstage, an denen sich die Schülerschaft mit Fragen zum Verkehr auseinandersetzte. Besonders erfolgreich war ein aufwändig gestalteter Verkehrstag 1996: „Rund ums Rad“. Themenausrichter war der Gemeinde-Unfall-Verband. Die Gemeinschaftshauptschule belegte von 100 Teilnehmern den ersten Platz und gewann 5.000 DM für die Gestaltung des Schulhofes.
Die während der ersten Projektwoche 1981 gegründete Schülerzeitung „Maulwurf“ war bei allen Schülern sehr beliebt. Bis zu ihrer Einstellung 2003 belegte sie bei Wettbewerben im Bereich der Kreissparkasse Köln häufig erste Plätze.
Bevor die Börsenspiele den Schulen angeboten wurden, stellte 1984 die Volksbank Oberberg der Klasse 10 Typ B der Gemeinschaftshauptschule Ründeroth 10.000 (echte) DM für Börsenaktionen zur Verfügung. Nach 3 Monaten hatten die Schüler 2.000 DM für ihre Klassenfahrt nach Berlin erwirtschaftet.
In den folgenden Jahren wurde das (fiktive) Börsenspiel der KSK Köln fester Bestandteil des Unterrichts. Wiederholt belegten Schülergruppen vordere Plätze.
Um den Schülern der Grundschulen den Übergang in die Klasse 5 zu erleichtern, entwickelte die Gemeinschaftshauptschule zum jährlichen Schuljahresbeginn nach den Sommerferien das Projekt „Sanfter Übergang“. Es wurde im Schulprogramm verankert.
Schüler der Jahrgänge 8 – 10 ließen sich regelmäßig als Streitschlichter ausbilden, um die Jahrgänge 5 und 6 bei der Beilegung von Streitfällen zu unterstützen.
Viel öffentliche Aufmerksamkeit erzielte das Projekt Utho Ngathi. Durch Kioskverkäufe und weitere regelmäßige Aktionen wurden Kinder mit Einschränkungen in Südafrika unterstützt.

Kreisverkehr-Hauptschul-Engel

Angestoßen durch einen Aktionstag 1986 wurden seitdem im Schulkiosk keine Süßigkeiten mehr angeboten. Es gab nur noch Brötchen, Obst und gesunde Getränke. Im Laufe der Zeit wurde die Organisation des Kiosk mehr und mehr in die Verantwortung der Schüler übergeben. Es wurde eine Schülerfirma „Kiosk“ gegründet, deren Arbeit eine Lehrkraft begleitete. Es war die zweite erfolgreich arbeitende Schülerfirma der Hauptschule.
Am weitaus bekanntesten und erfolgreichsten war die Schülerfirma „Hauptschul-Engel“. Aus dem Religionsunterricht heraus wurde eine Engelfigur geschaffen, die als kleine Stahlfigur auf Weihnachtsmärkten (seit 2005) verkauft wurde. Der Erfolg war unerwartet groß und führte zur Gründung der Engel-Firma. Selbst ein Kreisverkehr wurde mit "Hauptschul-Engeln" gestaltet. Inzwischen vertreibt der Engel-Verein in der Gemeinde Engelskirchen in Zusammenarbeit mit dem Engelmuseum den Engel über die Gemeindegrenzen hinaus.
Weitere Projekte und Aktionen sind auf der Homepage der GHS Ründeroth dokumentiert.